# Обсег (управление на проекти)
В управлението на проекти, терминът обсег или обхват (английски: scope) има две различни значения: проектов обсег (Project Scope) и продуктов обсег (Product Scope).
Проектов обсег
Това е „работата, която трябва да се извърши, за създаването и доставянето на продукт, услуга или желан резултат, според специални качества и функции.“

Продуктов обсег
„Характеристиките и функциите, които характеризират продукта, услугата или резултата.“

Забележене, че проектовия обсег е повече ориентиран към работата (тоест към въпроса "как?"), докато продуктовия обсег е повече ориентиран към функционалните изисквания (въпросите "какво?").